# Allhorndiek
Der Allhorndiek oder Allhornteich ist ein Teich in Hamburg-Volksdorf. Er ist heute der Quellteich der Saselbek.

## Lage und Benennung
Der Teich liegt zwischen der Eulenkrugstraße im Süden und der Straße Im Allhorn östlich sowie dem Walddörfer-Gymnasium im Norden, bei dem das diesem zugehörige Allhorn-Stadion des Walddörfer SV nach dem Teich beziehungsweise der Straße benannt wurde. Die Straßen Allhornstieg (neben Waldredder und Pastorenstieg eine der Zuwegungen zum See), Allhornweg und Allhornring sind ebenfalls danach benannt. Allhorn deutet auf ein mooriges (All-/Aal-) spitzes Flurstück (-horn) oder aber auch auf Fliederbeeren, für die Allhorn eine Bezeichnung war, worauf der Straßenname Im Allhorn deuten könnte (vergleichbarer Straßenname in Hamburg: Im Fliederbusch). Der Teich kann nach der Straße oder dem Flurstück benannt worden sein oder umgekehrt. Der Allhorndiek ist maximal zwei Meter tief, im Durchschnitt 1,2 Meter.

## Geschichte
Auf einer Karte aus dem Jahr 1753 ist der Quellteich nicht zu erkennen, wodurch es bereits naheliegt, dass er später angelegt wurde. Im 19. Jahrhundert (Kartenstand: 1877) ist der heutige Allhorndiek ebenfalls noch nicht zu erkennen und ist somit ein späterer Stau. Es existierte unmittelbar östlich nahe der heutigen Stelle ein deutlich kleinerer Teich, und zwar direkt östlich der heutigen Straße Im Allhorn sowie nördlich der Einmündung der heutigen Straße Aalheitengraben, wobei der Name der heutigen Straße auf ein weiteres damals noch zufließendes Gewässer deuten kann. Ein weiterer Teich ist östlich davon zu erkennen und zwar unmittelbar östlich der Straße Buchenkamp auf Höhe Stüfelkoppel. Der Name Aalheitengraben kann einen ähnlichen Ursprung haben wie Allhorn, wobei „Aal-“ für Sumpf stehen kann und „-heiten-“ für Heide, also Sumpfheidengraben.

## Nutzung
Der Teich ist heute bei Anglern beliebt und enthält zahlreiche Fried- und Raubfischarten.